# Jeux africains de plage de 2019
Navigation
Hammamet 2023
Les Jeux africains de plage de 2019 (2019 African Beach Games en anglais) sont la première édition des Jeux africains de plage, un événement multi-sports regroupant des disciplines qui se déroulent sur la plage sous l'égide de l'Association des comités nationaux olympiques d'Afrique (ACNOA). Ils se déroulent du 14 au 23 juin 2019 à Sal au Cap-Vert.
Le projet de Jeux africains de plage est lancé en 2015 par le président de l'ACNOA Lassana Palenfo, qui a assisté aux Jeux asiatiques de plage en 2014  en tant qu'invité du Conseil olympique d'Asie.
L'organisation de la première édition des Jeux africains de plage est attribuée au Cap-Vert en 2017 ; la ville de Sal est choisie en 2018.
Environ un millier d'athlètes de 42 pays, participant à 11 sports, sont présents lors de cette première édition.

## Sports
- Athlétisme
- Aviron côtier
- Basket-ball à trois
- Beach handball
- Beach tennis
- Beach-volley
- Beach soccer
- Football freestyle
- Karaté de plage (Kata)
- Kitesurf
- Nage en eau libre
- Teqball (sport de démonstration)

## Médaillés

### Athlétisme
| Épreuve              | Or               | Argent                | Bronze                |
| -------------------- | ---------------- | --------------------- | --------------------- |
| Semi-marathon hommes | Robert Chemonges | Charles Yosei Muneria | Abdillahi Bouh Moumin |
| Semi-marathon femmes | Riham Senani     | Lavinia Haitope       | Priscilla Chelangat   |

### Aviron côtier
| Épreuve              | Or                                  | Argent                            | Bronze                                        |
| -------------------- | ----------------------------------- | --------------------------------- | --------------------------------------------- |
| Skiff masculin       | Oussama Habiche                     | Mohamed Khalil Mansouri           | Michael Moses                                 |
| Skiff féminin        | Sarra Zammali                       | Amina Rouba                       | Esther Toko                                   |
| Deux de couple mixte | Algérie Oussama Habiche Amina Rouba | Nigeria Michael Moses Esther Toko | Tunisie Mohamed Khalil Mansouri Sarra Zammali |

### Basket-ball à trois
| Épreuve                    | Or                                                               | Argent                                                               | Bronze                                                                   |
| -------------------------- | ---------------------------------------------------------------- | -------------------------------------------------------------------- | ------------------------------------------------------------------------ |
| Tournoi masculin           | Mali Mamadou Keïta Gaoussou Koné Badara Bagayoko Benke Diarouma  | Algérie Touhami Ghezzoul Mounir Bernaoui Nadyr Labouize Kamel Ammour | Côte d'Ivoire Aboubacar Traoré Ibrahim Sevede Adjo Bokobri Cheick Traoré |
| Concours de dunk masculin  | Anderson Correia                                                 | Benke Diarouma                                                       | Aboubakar Traoré                                                         |
| Tournoi féminin            | Mali Assetou Diakité Aïssata Maïga Alima Dembélé Assetou Sissoko | Togo Adjovi Tossou Afanwoubo Rachel Ndukue Samiya Pindra Aku Afetse  | Nigeria Azibaye Mac-Dangosu Murjanatu Musa Nkem Akaraiwe Josette Anaswem |
| Concours de panier féminin | Josette Awasnem                                                  | Victoria Netumbo                                                     | Assetou Sissoko                                                          |

### Beach handball
| Épreuve | Or | Argent | Bronze |
| ------- | --- | --- | --- |
| Hommes  | Tunisie Marwane Soussi Mohamed Maaouia Aimen Touzi Mohamed Ben Mida Omar Saied Marwen Chetioui Ahmed Sfar Nizar Ben Rajab Achraf Elabed | Togo Abdoula Modi Komi Djokpe Ayavi Ayivi Mawuko Ayenou Yaou Adjinda Aduayi Aduayu-Akue Aboudou Gado Kossi Tchassanti Ayao Boboloe          | Maroc Achraf Fliss Ayoub Barkhane Redwane Braout Hicham El Harti Hicham El Hakimy Mehdi Ismaili Alaoui Mohamed El Guens Zouhair Ouasfi Mohamed Rachid Hamed |
| Femmes  | Tunisie Safa Ameri Ameni Jemmali Leila Ouerfelli Samira Arfaoui Siwar Ammar Amani Salmi Manel Mrad Hanen Romdhane Boutheïna Amiche      | Cap-Vert Odete Tavares Suzana Barros Jorgeana Carvalho Iliana Semedo Eneida Lopes Telma Fernandes Rute Fernandes Marta Coelho Maria Correia | Algérie Sihem Hemissi Lina Slimani Fatiha Haimer Tina Salhi Sylia Zouaoui Feriel Belouchrani Yamina Bensalem Sarah Ait Habib Kenza Makhloufi                |

### Beach soccer
| Épreuve | Or | Argent | Bronze |
| ------- | --- | --- | --- |
| Hommes  | Sénégal Djibril Gueye Lansana Diassy Amadou Ba Mamadou Sylla Mansour Diagne Al Seyni Ndiaye Ninou Diatta El Hadji Mbaye Babacar Fall Papa Ndoye                                                                             | Maroc Rabi Aboutalbi Zakariae Ahriga Sami Iazal Nassim El Hadaoui Azzedine El Hamidy Miloud Ennakhli Anas El Hadaoui Yassir Abada Ismail El Ouariry Ali Elkhdym | Nigeria Benjamin Iluyomade Godwin Iorbee Emmanuel Ohwoferia Azeez Abu Hego Ogbonna Paul Danjuma Austin Igudia Godwin Tale Adams Taiwo |
| Femmes  | Cap-Vert Jocilene Martins Semedo Kellisa Fortes Jacinta Dias Rodrigues Ruth Gomes Duarte Vânia Ramos de Sousa Lobo Rosângela Limas Ramos Simônica Tavares Duarte Keila Almeida Delgado Vanda Delgado da Graça Carolyn Tomar | Algérie Amina Haleyi Rayane Doumi Samar Benhamouda Kamilia Boutiara Rania Boudellal Romaissa Boudiaf Meriem Haleyi Wafa Bencheikh Khadidja Nefissa Sarah Derbal | Non décernée |

### Beach tennis
| Épreuve          | Or                                              | Argent                                      | Bronze                                        |
| ---------------- | ----------------------------------------------- | ------------------------------------------- | --------------------------------------------- |
| Double messieurs | Maroc Youssef Ghazouani Anass Bouaouda          | Maurice Fabrice Nayna Etienne Fleurie       | Kenya Fazal Khan Ibrahim Yego                 |
| Double dames     | Maroc Camilla Benabdeljalil Sarah Benabdeljalil | Nigeria Blessing Audu Christie Agugbom      | Cap-Vert Silvia Nascimento Jocilene Fernandes |
| Double mixte     | Maroc Anass Bouaouda Camilla Benabdeljalil      | Maroc Youssef Ghazouani Sarah Benabdeljalil | Cap-Vert Anderson Neves Jocilene Fernandes    |

### Beach-volley
| Épreuve | Or                                            | Argent                              | Bronze                                 |
| ------- | --------------------------------------------- | ----------------------------------- | -------------------------------------- |
| Hommes  | Mozambique Delcio Soares Aldevino Nguvo       | Ghana Samuel Essilfie Kelvin Carboo | Maroc Mohamed Abicha Zouheir El Graoui |
| Femmes  | Maroc Nora Nezha Jihane Darrhar Imane Zeroual | Namibie Julia Laggner Kim Seebach   | Kenya Naomie Too Gaudencia Makokha     |

### Football freestyle
| Épreuve        | Or              | Argent           | Bronze           |
| -------------- | --------------- | ---------------- | ---------------- |
| Battle hommes  | Othmane Djedidi | Nicholas Barros  | Noureddine Saïdi |
| Routine hommes | Nicholas Barros | Noureddine Saïdi | Othmane Djedidi  |

### Karaté de plage
| Épreuve                 | Or                                                  | Argent                                                        | Bronze |
| ----------------------- | --------------------------------------------------- | ------------------------------------------------------------- | --- |
| Kata individuel hommes  | Mohammed El-Hanni                                   | Mouad Ouites                                                  | Ofentse Bakwadi Songuida Sanogo                                                                                            |
| Kata par équipes hommes | Algérie Samir Lakrout Mouad Ouites Haoua Abdelhakim | Botswana Thebe Duna Tlotlang Ponatshego Ofentse Bakwadi       | Cap-Vert Mauro Soares José Mendes Gonçalves Leonardo Ramos Burundi Nkeshimana Elvis Ntiruseseka Hervé Mukeshimana Brillant |
| Kata individuel femmes  | Sanae Agalmam                                       | Suzelle Pronk                                                 | Entle Maungwa Manal Kamilia Hadj Saïd                                                                                      |
| Kata par équipes femmes | Maroc Sanae Agalmam Aya En-Nesyry Lamiae Bertali    | Algérie Manal Kamilia Hadj Saïd Sara Hanouti Rayane Salakedji | Botswana Centy Kgosikoma Lame Hetanang Entle Maungwa Cap-Vert Sophia Évora Danisla Conceição Silviane Mendes               |

### Kitesurf
| Épreuve             | Or                    | Argent           | Bronze          |
| ------------------- | --------------------- | ---------------- | --------------- |
| Foilracing hommes   | Jean Lauri Fenouillot | Hicham Tirya     | Luis Duarte     |
| Boardercross hommes | Jean Lauri Fenouillot | Luis Drany Clair | Ahmed Boudjatit |

### Nage en eau libre
| Épreuve     | Or                      | Argent         | Bronze              |
| ----------- | ----------------------- | -------------- | ------------------- |
| 5 km hommes | Mathy Mathieu Ben Rahou | Haithem Mbarki | Ali Merouane Betka  |
| 5 km femmes | Sara Moualfi            | Alya Gara      | Ayat Allah Elanouar |

### Teqball (sport de démonstration)
| Épreuve          | Or                                                           | Argent                                       | Bronze                                     |
| ---------------- | ------------------------------------------------------------ | -------------------------------------------- | ------------------------------------------ |
| Double messieurs | Cameroun- Hubert Noah Essomba - Gregory Dylan Tchami Djomaha | Nigeria- Thankgod Adindu - Emmanuel Nwabueze | Cap-Vert- Ekson da Graça - Rodirley Duarte |

## Tableau des médailles
Le tableau des médailles final est le suivant :
- Pays organisateur (Cap-Vert)

| Rang  | Nation        | Or | Argent | Bronze | Total |
| ----- | ------------- | -- | ------ | ------ | ----- |
| 1     | Maroc         | 9  | 3      | 4      | 16    |
| 2     | Algérie       | 5  | 6      | 5      | 16    |
| 3     | Tunisie       | 3  | 3      | 1      | 7     |
| 4     | Cap-Vert      | 3  | 2      | 5      | 10    |
| 5     | Maurice       | 2  | 2      | 0      | 4     |
| 6     | Mali          | 2  | 1      | 1      | 4     |
| 7     | Nigeria       | 1  | 2      | 4      | 7     |
| 8     | Ouganda       | 1  | 0      | 1      | 2     |
| 9     | Mozambique    | 1  | 0      | 0      | 1     |
| 9     | Sénégal       | 1  | 0      | 0      | 1     |
| 11    | Namibie       | 0  | 4      | 0      | 4     |
| 12    | Togo          | 0  | 2      | 0      | 2     |
| 13    | Botswana      | 0  | 1      | 3      | 4     |
| 14    | Kenya         | 0  | 1      | 2      | 3     |
| 15    | Ghana         | 0  | 1      | 0      | 1     |
| 16    | Côte d'Ivoire | 0  | 0      | 3      | 3     |
| 17    | Burundi       | 0  | 0      | 1      | 1     |
| 17    | Djibouti      | 0  | 0      | 1      | 1     |
| Total | Total         | 28 | 28     | 31     | 87    |